# Université pédagogique d'État d'Azerbaïdjan

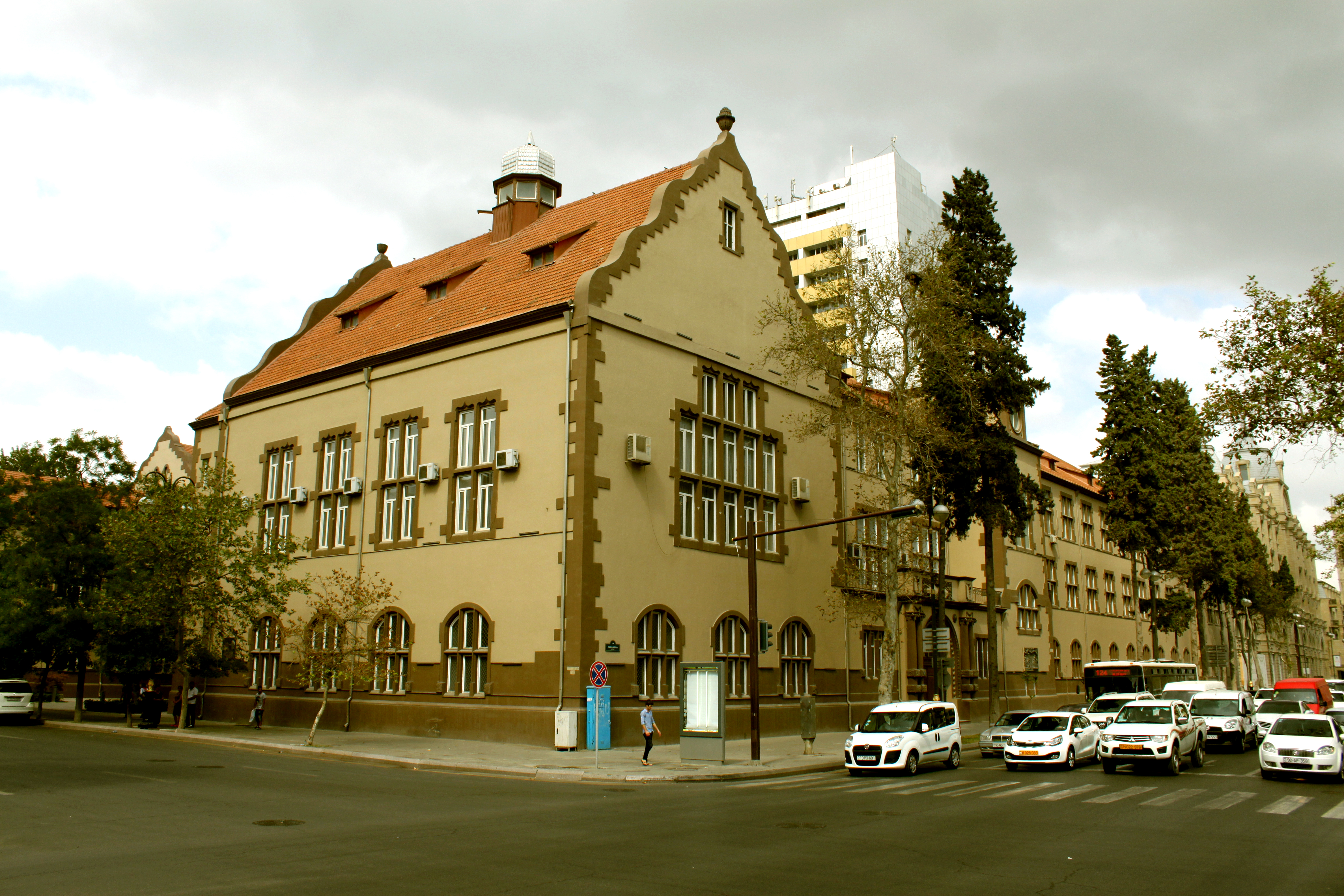

L'Université pédagogique d'État d'Azerbaïdjan ou courte l'UPEA - établissement d'enseignement public créé pour la formation du personnel pédagogique.

## Histoire
L'Université pédagogique d'État d'Azerbaïdjan au nom de Nasraddin Tusi, a été créée en 1921 en vertu du décret n ° 66 sur l'organisation de l'Institut pédagogique d'État d'Azerbaïdjan du 26 août 1921, signé par le président du Conseil des commissaires du peuple d'Azerbaïdjan Nariman Narimanov. Son premier diplôme a eu lieu en 1924. Jusqu'à présent, l'UPEA a préparé plus de 100 000 enseignants. En 1972, l'Institut a reçu l'Ordre de la bannière rouge du travail.
Avant sa fondation, un comité d'organisation (commission préparatoire) a été créé pour la création de l'institut fin 1920. Fatullah Bey Rzabeyli a été nommé président du comité. Les membres étaient Habib Bey Mahmudbeyov et Rahim Djafarov. Abdulla Chaig, Muhammed bey Efendiyev et Sadig Husseynov ont également participé aux activités du comité. Ils ont également participé à l'organisation des cours pédagogiques d'un an qui ont joué un rôle clé dans la création de l'Institut pédagogique en Azerbaïdjan et ont également donné des conférences dans ces cours.
Le comité d'organisation devait préparer un programme pour l'institut et le présenter à la Commission de l'éducation de l'État populaire azerbaïdjanais, pour trouver du personnel qualifié et résoudre le problème des aides pédagogiques et de la construction. Le Comité a commencé ses travaux le 9 juin 1920.
Le 13 juin 1921, la Commission populaire d'éducation azerbaïdjanaise a approuvé le premier statut de l'Institut pédagogique. Le statut définit la structure, les devoirs et les droits de l'établissement et spécifie également les disciplines disciplinaires incluses dans le programme, ainsi que les règles du colloque, les actes d'admission et les examens pour renforcer les connaissances et le contrôle des étudiants.
Selon le programme d'études, les élèves de la première année étaient censés enseigner des matières telles que les mathématiques, la langue maternelle, la langue russe, la littérature, la musique, etc. Au cours de la deuxième année, les élèves étaient divisés en spécialités et formés conformément aux sujets. Le 12 novembre 1921, trois jours avant le début des cours, la première réunion du Conseil de l'Institut a eu lieu à l'Institut pédagogique et des questions ont également été discutées sur l'organisation des cours et d'autres tâches importantes.

## Diplômés célèbres
- Abramov Yevda - homme d'État azerbaïdjanais, député de Milli Madjlis (Parlement azerbaïdjanais).
- Hamid Arasly - Scientifique azerbaïdjanais soviétique, critique littéraire, docteur en philologie (1954), académicien de l'Académie des sciences d'Azerbaïdjan RSS (1968).
- Ahmad Djavad - poète azerbaïdjanais, écrivain, journaliste, auteur des mots Hymne d'Azerbaïdjan.
- Budag Budagov - Scientifique soviétique azerbaïdjanais, géographe, académicien de l'Académie des sciences de la RSS d'Azerbaïdjan (1989), directeur de l'Institut de géographie de l'ANAS.
- Ali Mammadov - arabiste soviétique et azerbaïdjanais, orientaliste, traducteur.
- Afat Gourbanov - docteur en sciences philologiques, professeur, membre correspondant de l'ANAS.
- Ibrahim Ibrahimov - mathématicien, académicien de l'Académie des sciences de la RSS d'Azerbaïdjan, professeur, docteur en sciences physiques et mathématiques.
- Ilyas Afandiyev - écrivain populaire d'Azerbaïdjan (1979).
- Avaz Sadig - écrivain soviétique azerbaïdjanais.

## Structure de l'Université
Plus de 7 000 étudiants étudient à l'université. L'Université compte 10 facultés telles que la culture philologique, mathématique, physique, géographique, historique, artistique et graphique, la pédagogie, les disciplines techniques générales et le travail, la chimie et la biologie, la pédagogie préscolaire.
La formation est dispensée dans les spécialités telles que la langue et la littérature azerbaïdjanaises, l'histoire, les mathématiques, la chimie, la biologie, la physique, la géographie, le développement professionnel, l'éducation musicale, la formation militaire et physique initiale, la pédagogie et la méthodologie de l'enseignement primaire, la pédagogie et les méthodes d'enseignement préscolaire.
Il y a 330 enseignants dans 55 départements de l'Université, dont 59 docteurs en sciences, 329 candidats de sciences et professeurs associés, 4 membres à part entière de diverses académies des sciences. L'Université emploie 730 personnes de soutien. L'université comprend une bibliothèque et des salles de lecture, une salle informatique, un laboratoire d'onomastique, un musée zoologique et un centre de soins médicaux. Il y a plus de 700 000 exemplaires dans la bibliothèque.